# 大字报
大字报是张贴于墙壁，並以大字书写的壁報，是1950年代至1970年代末、1980年代流行于中国大陆的言语—书写形式；是“文化大革命”“四大”（大鸣、大放、大字报、大辩论）之一。它既是一种言语—书写形式，却又不单纯是言语—书写方式，更是一种政治工具，与当时频繁出現的政治运动相关联及阶级斗争、政治暴力的实现方式。
大字报在“文革”时期被认为是实现言论自由、新闻自由以及结社自由的一种方式，但之后遭到了诸多质疑。
大字报也被认为在一定程度上泄露了中國共產黨的机密。在文革时期，美国情报机构十分关注这些大字报所披露的内容，并通过多种渠道收集这些大字报 。

## 起源
毛泽东曾说“中国自子产时就产生了大字报”，把古代中国的揭帖认定为大字报的起源。古代的揭帖是私人张贴的启事。广义上指现代所有张贴於公众场合的大字海报、告示、通令、传单、标语口号、表扬稿（或批评、检讨）、商品广告，都可以称作大字报。但具有特殊政治功能的狭义“大字报”则直接起源于1957年反右派斗争发动前夕。
从广义的角度看，私人启事古已有之。用于政治目的的启示在古时也有出现，最早可能是东汉时代熹平元年（公元172年）作用张贴在朱雀门上声讨宦官的露布。

### 民国
不过启事广泛流行还需民众识字，在辛亥革命后才有这样的基础，早期以表示国族主义的文章居多。1919年五四运动时，学生也有张贴“煽动性传单”。1925年孙文去世后，前往北京中央公园吊祭的民众在公园贴满了挽联，也是一种贴于公共场合的表达自己情感的文字。同年五卅运动亦有大量大字海报宣传抵制外国货等内容。
同时期的国民党也常用海报、标语、告示，其中一些早期的海报和之后的大字报有不少设计元素上的相似。以约1925–26年的一副石板印刷告示为例，其内容为毛笔大字“農人想耕田必須幫助革命軍”，以有力的毛笔字表达一种急迫感。

### 中国共产党延安时期
中国共产党在延安时期效仿苏联在墙上粘贴报纸和海报，以求简单、有效地对群众宣传。抗日战争时期，延安出现了一种手写的内容的大字报，内容除了新闻、共产主义思想之外，还有对整風運動的目标人物的批判。在这个时期，大字报批评的目标和批评的程度都受党的严格控制。不过很偶尔也有人自己写大字报批评中国共产党。1942年3月23日，36岁的作家和挺共记者王实味用大号字体手写了一篇《零感两则》贴在墙上，批评一些人“企图打击中伤比他们正气得多的人”。内容类似的墙报在接下来的几周内接踵而来，导致党内热烈讨论解决方法。王实味最终在“抢救运动”中被打为托派分子，1957年处死。
1945年的中国共产党第七次全国代表大会上，毛泽东就王实味的墙报和党员意见的分歧说，“他是总司令，我们打了败仗。我们承认打了败仗，于是便好好整风。”之后1957年毛泽东开始百花齐放、百家争鸣运动时，他在最高国务会议上提到：“延安那个时候出了一点大字报，我们也没有提倡。这是什么理由？我想或者是我们这些人那个时候蠢一点吧？”

## 历史

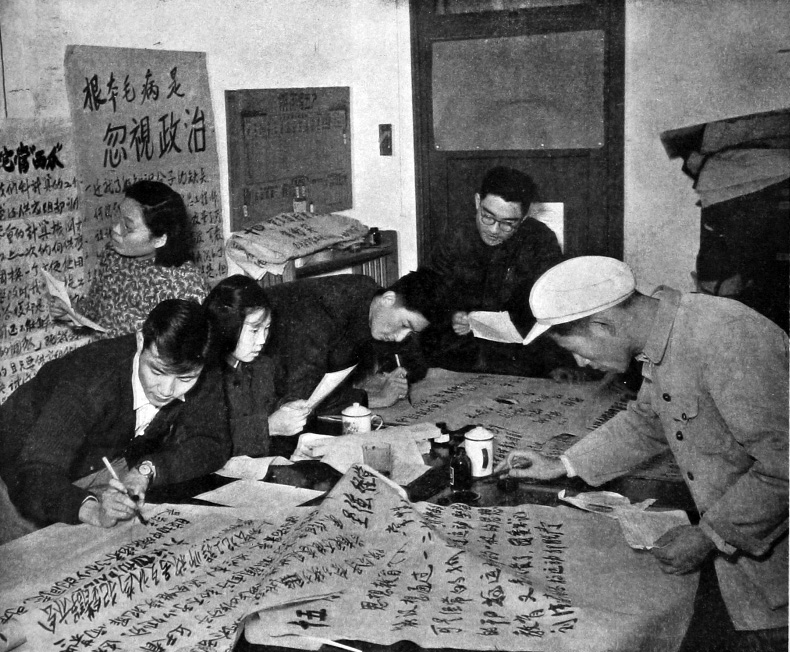
原建築工程部水機設計院技術經濟科的工作人員在1957年整風運動中寫大字報，其主張內容均相當大膽。

1957年5月19日第一张大字报出现在北京大学饭厅的灰色墙壁上，内容是质疑中国共青团北大团委出席中国共青团三大的北大代表的产生方式（亦有人考证，1955年7月开始的肅反運動中广西柳州市、宾阳县均有大字报出现；见《柳州市志》第五卷广西人民出版社2001年版，《宾阳县志》广西人民出版社1987年版第159页），接着有人建议在墙上开辟一个民主园地来展开争鸣、协助整风，于是一张张大字报相继贴了出来。很快反右运动利用了大鸣、大放、大字报、大辯論等“四大”，提意见的大字报成为反党言论的罪状。在包括批判大字报的裹挟、反击下，50余万人被划为“右派”，受到降职、降薪、开除工职、流放（返回原籍，或下放农村、农场、边疆）、判刑等处罚。在整改、“双反”（反浪费、反保守）、大跃进运动中，大字报得到了广泛應用。1958年，中国共产党中央委员会主席毛泽东因此称赞它是“一种极其有用的新式武器”，是“群众创造”的“一种革命形式”、“群众斗争的形式”，“在我国条件下，这是一个有利于无产阶级而不利于资产阶级的形式”。
1966年5月25日，中共北京大学哲学系党总支书记聂元梓等七人在校内贴出大字报《宋硕、陆平、彭佩云在文化革命中究竟干些什么？》，指控中共北大党委、中共北京市委搞修正主义；此后他们七人在校园里遭到围攻。1966年6月1日晚，中央人民广播电台在毛泽东批准下，播发了聂元梓等七人的大字报；次日，《人民日报》全文刊载这张大字报，并配发了评论员文章《欢呼北大的一张大字报》。这张大字报被毛泽东授予“全国第一张马列主义大字报”、“60年代的巴黎公社宣言”的桂冠。同年8月5日，毛泽东在中共八届十一中全会期间写下的不点名地批判国家主席刘少奇的文章《炮打司令部》，就被冠副题“我的一张大字报”。8月9日公布的中共八届十一中全会公告《中国共产党中央委员会关于无产阶级文化大革命的决定》（简称《十六条》）规定：“要充分运用大字报、大辩论这些形式，进行大鸣大放。”

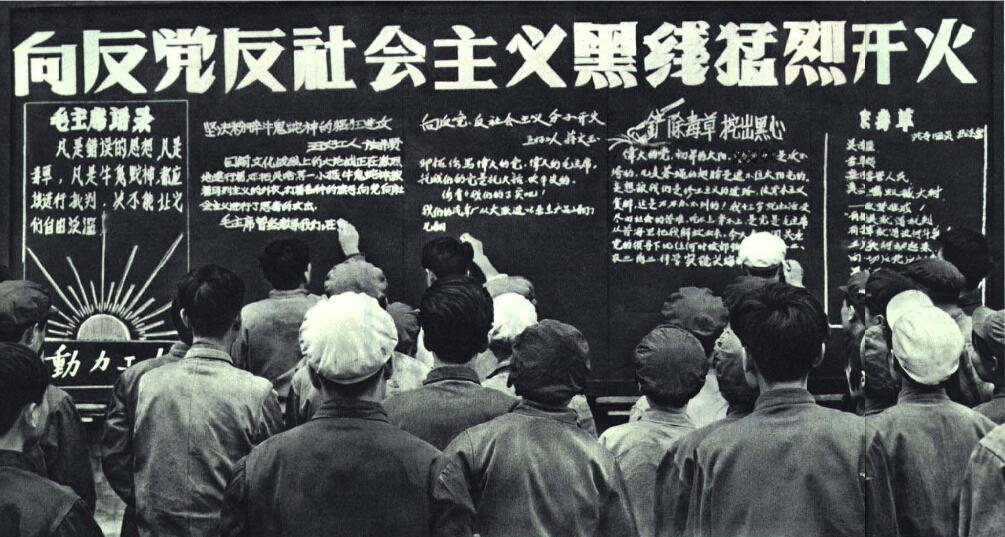
1966年大字报

“文化大革命”时期，大字报的主流内容与大批判一样，是政治宣判式的而非说理的。其固定格式为：以《毛主席语录》、“国内外形势大好”开篇，抓住被指控者的只言片语，利用断章取义、牵强附会、张冠李戴、无中生有的办法，上纲上线，以“砸烂狗头”、“横扫牛鬼”结尾。私下议论、日常琐事乃至个人习惯、好恶、情愫、隐私，都被强行曝光，纳入公共话语评判的范围。不讲事实证据、逻辑推导，只需“扣帽子”，嗓门越大越好。开始是用以打倒反动学术权威、地富反坏右、走资派，后来用来打派系鬥争。为了争夺显眼的有利位置，不同派系之间互相覆盖大字报，引发经常性的争吵、斗殴甚至流血冲突，形成“保留三天”的通例，常在大字报的天头、地脚写上辱骂和威胁的字句。
从形式上看，大字报不仅五颜六色，有红、绿色的，有用书写纸，也有用旧报纸写的，体裁上也门类齐全，短文、杂文、口号、对联、漫画，丰富多彩。张贴的地方，从学校、机关、厂矿、街道的墙壁、门窗，甚至人身上。时间上也是天天有新内容、新花样，不断更新。由于大规模的大字报耗费了大量的纸张、笔墨，时有纸张断档的现象发生。大字报经反复覆盖，糊成了厚厚的一层纸，成了回收废纸者丰厚的收入来源（只能夜里偷偷地撕走）。看大字报成为当时人们日常生活的一部分，还有抄录、收集大字报内容作为借鉴或情报的。
1975年第四届全国人民代表大会第一次会议及1978年3月第五届全国人民代表大会第一次会议通过《中华人民共和国宪法》，都分别将“四大”列为“社会主义大民主”和“人民的民主权利”。
美国专家阳早、史克、寒春、汤普金森等在华工作人员也参加了大字报的书写，抗议给他们特殊待遇是“修正主义”做法。受内地冲击，香港总督府外也曾贴满大字报。“文化大革命”的反对派也利用大字报公开表明自己的观点，其中最著名的有伊林·涤西（北京农业大学附属中学学生）《给林彪同志的一封公开信》、白志清（重庆）《我爱我的祖国》、《评张春桥〈破除资产阶级的法权思想〉》、杨曦光（長沙）《中国向何处去》、李一哲（广州）《关于社会主义的民主与法制》等。在1976年天安门事件、1978年反对“两个凡是”的西单民主墙中，大字报都扮演了重要角色。
1980年2月，中共十一届五中全会认为，“四大”没有起到保障人民民主权利的积极作用，相反妨碍了人民正常地行使民主权力；同年9月，五届全国人大三次会议取消了《中华人民共和国宪法》第四十五条中公民“有运用‘大鸣、大放、大辩论、大字报’的权利”的规定。1982年11月下旬至12月上旬的五届全国人大五次会议上通过了修改后的《中华人民共和国宪法》，正式取消了“四大”条文。
1990年代中期以来，仍有人因受到损害无处申诉、利益冲突中处于劣势，或出于不公平竞争的目的，利用大字报形式表达意见；因此受到程度不同的处分。国外也有类似表达形式，如高秋福的《在国外看大字报》就描写过乌克兰基辅市中心、加拿大国会大厦联邦广场、德国科隆主教座堂的大字报墙。